# 1ª Divisão 2010-2011 (hockey su pista)
La 1ª Divisão 2010-2011 è stata la 71ª edizione del torneo di primo livello del campionato portoghese di hockey su pista; disputato tra il 2 ottobre 2010 e il 4 giugno 2011 si è concluso con la vittoria del Porto, al suo ventesimo titolo.

## Stagione

### Formula
La 1ª Divisão 2010-2011 vide ai nastri di partenza sedici club; la manifestazione fu organizzata con un girone all'italiana, con gare di andata e ritorno per un totale di 30 giornate: erano assegnati 3 punti per l'incontro vinto e un punto a testa per l'incontro pareggiato, mentre non ne era attribuito alcuno per la sconfitta. Al termine del campionato la squadra prima classificata venne proclamata campione del Portogallo. Le squadre classificate dal quattordicesimo al sedicesimo posto retrocedettero direttamente in 2ª Divisão, il secondo livello del campionato.

## Classifica finale
|  | Pos. | Squadra            | Pt | G  | V  | N | P  | GF  | GS  | DR   |
|  | ---- | ------------------ | -- | -- | -- | - | -- | --- | --- | ---- |
|  | 1.   | Porto              | 82 | 30 | 27 | 1 | 2  | 196 | 91  | +105 |
|  | 2.   | Benfica            | 82 | 30 | 27 | 1 | 2  | 196 | 88  | +108 |
|  | 3.   | Oliveirense        | 69 | 30 | 22 | 3 | 5  | 146 | 96  | +50  |
|  | 4.   | Candelária         | 59 | 30 | 18 | 5 | 7  | 135 | 79  | +56  |
|  | 5.   | Braga              | 45 | 30 | 14 | 3 | 13 | 131 | 115 | +16  |
|  | 6.   | Fisica             | 43 | 30 | 13 | 4 | 13 | 100 | 106 | -6   |
|  | 7.   | Valongo            | 40 | 30 | 12 | 4 | 14 | 119 | 117 | +2   |
|  | 8.   | Espinho            | 40 | 30 | 12 | 4 | 14 | 112 | 134 | -22  |
|  | 9.   | Barcelos           | 38 | 30 | 12 | 2 | 16 | 114 | 142 | -28  |
|  | 10.  | Cascais            | 35 | 30 | 11 | 2 | 17 | 104 | 132 | -28  |
|  | 11.  | Gulpilhares        | 35 | 30 | 10 | 5 | 15 | 89  | 111 | -22  |
|  | 12.  | Portosantese       | 35 | 30 | 10 | 5 | 15 | 94  | 118 | -24  |
|  | 13.  | Sporting Tomar     | 28 | 30 | 9  | 1 | 20 | 118 | 172 | -54  |
|  | 14.  | Juventude de Viana | 28 | 30 | 8  | 4 | 18 | 104 | 127 | -23  |
|  | 15.  | Académico Cambra   | 20 | 30 | 6  | 2 | 22 | 96  | 138 | -42  |
|  | 16.  | Limianos           | 18 | 30 | 6  | 0 | 24 | 79  | 167 | -88  |

Legenda:
  Vincitore della Coppa del Portogallo 2010-2011.
      Campione del Portogallo e ammessa all'Eurolega 2011-2012.
      Ammesse all'Eurolega 2011-2012.
      Ammesse alla Coppa CERS 2011-2012.
      Retrocesse in 2ª Divisão 2011-2012.
Note:
Tre punti a vittoria, uno a pareggio, zero a sconfitta.